# Villarroya de la Sierra
Villarroya de la Sierra és un municipi d'Aragó situat a la província de Saragossa i enquadrat a la comarca de la Comunitat de Calataiud.

## Geografia
És un dels municipis que pertany a la comarca de Comunitat de Calataiud. Situat a 99 quilòmetres de Saragossa. Pel seu terme municipal passen la carretera nacional N-234, entre els KM 277 i 288, i una carretera secundària que comunica amb Clarés de Ribota.
El relleu del municipi està definit per la serra de la Verge al nord i la vall de la rambla de Ribota al sud. L'altitud oscil·la entre els 1421 metres (Alt dels Tres Monjos), en el límit amb Jarque de Moncayo i Aniñón, i els 680 metres a la vora de la rambla de Ribota, El poble s'alça a 732 metres sobre el nivell de la mar.
El seu terme municipal limita amb els d'Aranda de Moncayo, Jarque de Moncayo, Aniñón, Cervera de la Canyada, Villalengua, Torrijo de la Canyada i Clarés de Ribota.

## Clima
En Villarroya de la Serra, els estius són curts, calorosos i majorment buidats; els hiverns són llargs, molt fred, ventosos i parcialment ennuvolats i està sec durant tot l'any. Durant el transcurs de l'any, la temperatura generalment varia de 0 °C a 30 °C i rares vegades baixa a menys de -4 °C o puja a més de 34 °C. Les precipitacions anuals mitjanes ronden els 300 mm.

## Història

### Edat antiga
Els treballs d'arqueologia han destapat en Villarroya les restes d'una terrisseria romana, en una zona amb abundant argila de qualitat. Com era freqüent en època celtibèrica i romana, està situat a la vora d'un barranc que desemboca en l'horta del riu Ribota. Sobre la petita planícia que domina el barranc s'han trobat gran quantitat de motlles, proves i altres elements propis de la indústria ceràmica. La terrisseria va estar en funcionament des de l'any 50 d. C. fins al segle iv, tenint el seu apogeu durant els segles ii i iii. S'han excavat dos forns i s'ha localitzat un tercer. L'activitat d'aquesta terrisseria es va centrar en la fabricació de terra sigillata. Es pensa que, molt probablement, les seves produccions arribarien a la pròxima Bilbilis —pròxima a l'actual Calatayud— i a altres poblacions de la zona.
Al costat de la terrisseria es troba una àrea amb enterraments romans en taüts, acompanyats d'aixovar divers. A prop es troba la vila dels seus propietaris, amb canonades de ceràmica.

### Edat mitjana
Villarroya, la vila rosegui o vermellosa pel color dominant del terreny, posseeix un passat musulmà clar, malgrat no aparèixer en cap dels censos baixmedievals amb població morisca. Així ho testifica tant el cultiu del territori amb tota la xarxa de séquies, inclòs l'«Estany» aigües amunt del Ribota, com el traçat urbà dels seus carrers, barris i zones, sent un exemple la «Dula» (nom d'origen àrab que al·ludeix al terreny comunal on pasturava el bestiar dels veïns).
La reconquesta cristiana va arribar a aquesta zona a partir de 1120 amb la caiguda de Calataiud i conseqüentment tota la conca del Xaló. En el segle xii, el municipi es va anar estenent pel vessant sud del castell avui conegut com de la Reina, existint una senzilla església als seus peus dedicada a Santa María —que pogués haver estat anteriorment mesquita—, en expansió demogràfica per la repoblació de terres recuperades als musulmans. La principal referència documental de l'època és el testament d'Alfons I el Batallador, qui va donar la «Verge de la Serra» a l'Orde del Sant Sepulcre de Calataiud; aquesta Ordre Militar va construir, sobre la primitiva església existent, la nau de l'actual temple, la qual cosa va succeir a la fi del segle xiii o principis del xiv. A la fi del segle xiii també s'inicia la construcció d'un nou castell a l'orient, l'anomenat popularment del Rei, amb la finalitat de donar cabuda en cas de necessitat a una població més nombrosa.
Emplaçada a la frontera entre Aragó i Castella, Villarroya es va veure embolicada en la Guerra dels Dos Pedros, sofrint repetides incursions i canvis de regne. El municipi, configurat entorn dels dos castells, estava delimitat en aquesta època per una alta muralla que s'ha conservat fins a ben entrat el xx encara es poden veure dos de les seves portes, anomenades «Baixa» i «Sumo Llogaret». Així mateix, a mitjan segle xv novament el municipi va passar a mans castellanes, sent coneguda la incursió i presa de la vila per les tropes de Castella al comandament del Comte de Medinaceli (1452). Villarroya no va tornar a ser recuperada per a Aragó fins al tractat de pau de 1454.

### Edat moderna
La unificació d'Aragó i Castella pel matrimoni dels Reis Catòlics va portar amb si un període de pau, la qual cosa va suposar un auge demogràfic per a Villarroya i les subsegüents transformacions urbanes. A la fi del segle xv va quedar conclosa la construcció de l'àmplia església parroquial sota l'advocació de Sant Pere Apòstol. Del segle xvi data la font pública de la localitat.
En el segle xvii s'edifica l'Ajuntament i s'amplien les capelles de l'església. En la Guerra de Successió, Villarroya va fer costat al futur monarca Felip V, fet i fet vencedor, per la qual cosa va obtenir el privilegi de passar a ser vila amb jurisdicció independent, un dia de fira setmanal i exempció de cinquenes, així mateix, li va ser atorgat el títol de «Molt Lleial». Del segle xviii és l'anomenada «Casa Gran», aixecada en 1786 pels infanzones Joaquín Lascuevas i Ana María Campillo.

### Edat Contemporània
Villarroya de la Serra va formar part de la província de Calataiud durant el breu període de l'existència d'aquesta (entre el 27 de gener de 1822 l'1 d'octubre de 1823).
A mitjan segle xix, el lloc comptava amb una població censada de 1350 habitants. La localitat apareix descrita en el setzè volum del Diccionari geogràfic-estadístic-històric d'Espanya i les seves possessions d'Ultramar de Pascual Madoz.
El final del segle xix es va caracteritzar per un cert desenvolupament industrial en el municipi, que va establir les bases d'una sèrie d'actuacions en el següent segle. Per a 1900, el municipi comptava amb gairebé 2400 habitants.
En els començaments del segle xx, es va fundar la fàbrica de licors i alcohols derivada del sector vinícola, ocupant per a la seva activitat una llarga franja al sud de la població; els seus edificis encara avui poden reconèixer-se, sent l'element més representatiu l'esvelta xemeneia de maó datada en 1921. Una altra fita va ser l'arribada del ferrocarril amb l'eix Santander-Mediterrani al final de la dècada de 1920 —que va incloure una estació de ferrocarril— i que malgrat la seva importància, no es va traduir en un especial desenvolupament urbanístic, en part per la no terminació de la línia mancant 63 km. Més recentment, la creació de la cooperativa vinícola Verge de la Serra en la dècada de 1950, va suposar un important motor econòmic a partir de la principal producció agrícola de la zona. En 1985 la línia de ferrocarril que discorria per Villarroya va ser definitivament clausurada.